# Blaesoxipha flava
Blaesoxipha flava är en tvåvingeart som beskrevs av Yu. G. Verves 1985. Blaesoxipha flava ingår i släktet Blaesoxipha och familjen köttflugor.
Artens utbredningsområde är Turkmenistan. Inga underarter finns listade i Catalogue of Life.